# وگنشتدت
وگنشتدت (به آلمانی: Wegenstedt) یک منطقهٔ مسکونی در آلمان است که در Calvörde واقع شده‌است. وگنشتدت  ۳۹۸ نفر جمعیت دارد.